# Prawo cytatu (Polska)
Prawo cytatu – potoczne określenie postaci dozwolonego użytku publicznego zezwalającej na wykorzystanie niewielkich fragmentów cudzej twórczości we własnych utworach bez konieczności uzyskania zgody twórcy. Historię regulacji prawa cytatu na świecie, a także informacje o prawie cytatu na gruncie prawa Unii Europejskiej i zarys porównawczy przedstawiono w artykule prawo cytatu.
W polskim prawie autorskim prawo cytatu zostało uregulowane już w pierwszej ustawie (z 1926). Znalazło się także w ustawach z 1952 i 1994. Sposób regulacji prawa cytatu ulegał zmianom. Przepis ustawy z 1994 zmieniono w 2015, w ramach nowelizacji, której celem było dostosowanie prawa polskiego do wymogów dyrektywy 29/2001/WE. 
Istnieją precyzyjnie nieokreślone ramy prawa cytatu. Cytat wolno umieścić w utworze, który – pozbawiony cytatów – wciąż byłby utworem. Nie jest pewne, jak traktować twórcze zbiory utworów, w szczególności zbiory cytatów. Istnieją też wątpliwości, jak oceniać cytaty umieszczone w materiałach wyłączonych z ochrony prawa autorskiego. Prawo cytatu obejmuje umieszczanie wyłącznie rozpowszechnionych utworów (od 2015: całych lub ich części). Wolno cytować w dowolnym celu lub w zakresie uzasadnionym „prawami gatunku twórczości”. Zakres prawa cytatu jest ograniczony testem trójstopniowym.

## Historia
W pierwszej polskiej ustawie o prawie autorskim, z 1926, przepisy o dozwolonym użytku były pogrupowane według dziedzin twórczości. Prawo cytatu w piśmiennictwie regulował art. 13 ust. 2, w muzyce art. 14 ust. 1, a w sztuce – art. 15 ust. 2. Jeśli chodzi o piśmiennictwo, to już w tej ustawie zamieszczono wymóg, aby cytować w utworze stanowiącym „samoistną całość”. Ponadto można było cytować maksymalnie trzy ustępy „drobnych utworów”. Cytat w muzyce miał inną funkcję. Nie służył budowaniu nowych utworów w oparciu o poprzednie (jak to jest w tekstach naukowych), ponieważ ustawodawca kładł stosunkowo większy nacisk na samodzielność tworzenia, a mniejszy na korzystanie z cudzych utworów. Chodziło więc głównie o legalizację cytatów muzycznych w celach edukacyjnych. Podobnym (naukowym i dydaktycznym) celom służył cytat plastyczny.
W ustawie z 1952 utrzymano podział przepisów o dozwolonym użytku według dziedzin twórczości. Były to art. 18 ust. 3 (cytat w piśmiennictwie) i art. 19 ust. 1 (w muzyce). W art. 20 ust. 2 znalazł się przepis, który można było odnieść do cytatu w utworach plastycznych. Jeśli chodzi o cytat w piśmiennictwie, zrezygnowano z ograniczenia do trzech ustępów, ale zakres dozwolonego cytatu był wąski.
W ustawie 1994 zrezygnowano z wyżej wspomnianego podziału przepisów o dozwolonym użytku. Przepis regulujący prawo cytatu ujęto ogólnie i poszerzono zakres dozwolonych celów cytatu. Przez to nie tylko dopuszczono cytowanie w każdej dziedzinie, ale także stworzono możliwość, by cytat był „pomostem” między różnymi dziedzinami twórczości. W 2015 nowelizacja wprowadziła przepisy niwelujące wątpliwości interpretacyjne w zakresie stosowania prawa cytatu w satyrze, wykorzystywania utworów w sposób niezamierzony oraz rozszerzyła art. 29 ust. 1 ustawy o utwory fotograficzne i plastyczne, by zniwelować wątpliwości, że przepis odnosi się wyłącznie do druku.

Art. 29 Wolno przytaczać w utworach stanowiących samoistną całość urywki rozpowszechnionych utworów oraz rozpowszechnione utwory plastyczne, utwory fotograficzne lub drobne utwory w całości, w zakresie uzasadnionym celami cytatu, takimi jak wyjaśnianie, polemika, analiza krytyczna lub naukowa, nauczanie lub prawami gatunku twórczości.
Art. 29 – 1 Wolno korzystać z utworów na potrzeby parodii, pastiszu lub karykatury, w zakresie uzasadnionym prawami tych gatunków twórczości.
Art. 29 – 2 Wolno w sposób niezamierzony włączyć utwór do innego utworu, o ile włączony utwór nie ma znaczenia dla utworu, do którego został włączony.

W interpretacji polskiego przepisu może pomóc sformułowanie fair practice (przyjęte zwyczaje, dobre praktyki), użyte zarówno w konwencji berneńskiej, jak dyrektywie 29/2001/WE .

## Warunki korzystania (ustawa z 1994)

### Dotyczące utworu – miejsca cytatu
Ograniczenie praw autorskich w przypadku działalności nietwórczej nie ma uzasadnienia, ponieważ celem prawa cytatu jest swoboda twórczości. Jednak przesłanka cytowania w utworze nie wynika z norm prawa międzynarodowego ani prawa UE, a w nowelizacji z listopada 2015 została utrzymana na skutek opinii zgłoszonych w trakcie konsultacji społecznych.
Przytaczanie cudzej twórczości mieści się w zakresie art. 29, jeżeli cytat znajduje się w utworze stanowiącym samoistną całość. Wydaje się, że „samoistną całość” stanowi ten wytwór, który – pozbawiony cytatów – wciąż byłby utworem. Jednak ta interpretacja prowadzi do wątpliwości, czy zakres art. 29 pr. aut. obejmuje zbiory cytatów, w których elementem twórczym jest układ, dobór lub powiązanie elementów (utwory wymienione w art. 3 pr. aut.). Za odpowiedzią pozytywną opowiada się część prawników. Ich zdaniem stanowisko przeciwne jest nieuprawnione, skoro przepis nie stanowi rozróżnienia. Gdyby przyjąć to rozumowanie, należałoby rozwiązać problem relacji zakresu art. 29 i art. 271 pr. aut. (przepisu o podręcznikach, wypisach i antologiach, z którym wiąże się kwestia wynagrodzenia autorskiego). Inni zwracają uwagę, że ta interpretacja zakłada, jakby wyrażenie „samoistna całość” było zbędne w ustawie. Zaproponowano rozwiązanie, według którego do utworów nieobjętych zakresem art. 271 pr. aut. stosuje się art. 29 pr. aut. 
Istnieje problem przytaczania cudzej twórczości w wytworach, które – niezależnie od tego, czy są twórcze, czy nie – nie stanowią przedmiotu prawa autorskiego (nie są utworami – zob. wyłączenia z ochrony prawa autorskiego). Dowolne inkorporowanie utworów do nie-utworów jest naruszeniem prawa autorskiego. Jednak zakazywanie cytowania w nie-utworach byłoby szkodliwe. Chodzi m.in. o orzeczenia i decyzje zawierające fragmenty teoretycznoprawne. Niektórzy przyjmują, że takie wytwory są utworami w czasie tworzenia, a później tracą ten status . Aby uniknąć tego typu fikcji prawnej, można również pominąć wymóg cytowania w utworze, przy zachowaniu pozostałych wymogów art. 29 pr. aut. Problemu nie rozwiązuje powoływanie się na art. 332 pr. aut. (przepis o korzystaniu dla celów bezpieczeństwa publicznego oraz postępowań administracyjnych, sądowych lub prawodawczych), choćby ze względu na konieczność ścisłej interpretacji użytych tam pojęć.

### Dotyczące cytowanego utworu
Dozwolony użytek dotyczy takich wytworów (lub ich części), które same stanowią przedmiot prawa autorskiego (są utworami). Korzystanie z fragmentu twórczości, który samoistnie nie jest utworem, nie jest ingerencją w prawa autorskie. W takim wypadku powinności korzystającego (takie jak podanie autorstwa) mogą wynikać z innych norm, np. ochrony dóbr osobistych.
Cytowany utwór powinien być rozpowszechniony. Ustawa z 1952 r. wymagała publikacji utworu. Dzięki tej zmianie polski stan prawny lepiej oddaje sens art. 10 ust. 1 konwencji berneńskiej. Cytowanie utworów nierozpowszechnionych bez zgody autora jest ingerencją w prawo do decydowania o pierwszym rozpowszechnieniu utworu publiczności.
Ustawodawca uregulował rozmiar dozwolonego cytatu za pomocą nieostrych pojęć. W trakcie prac nowelizacyjnych (z 2015) proponowano, by określenia dotyczące rozmiaru cytatu zastąpić klauzulami „uczciwych zwyczajów” i „specyficznych celów cytatu”. Ostatecznie ustawa głosi, że wolno cytować „urywki” utworów, a utwory plastyczne, fotograficzne oraz „drobne” – w całości. „Urywek” to mała część utworu, mniejsza niż fragment. „Urywek (…) odznacza się niewielkimi rozmiarami w zestawieniu z objętością utworu, z którego został zaczerpnięty”.
Możliwość cytowania utworów plastycznych i fotograficznych w całości została wprowadzona nowelizacją z 2015. Wcześniej nie było jasne, czy takie utwory (których urywki trudno przytaczać) traktować jako drobne. Zdaniem części prawników zakwalifikowanie ich do „drobnych” byłoby bezsensowne. Z kolei to, czy utwór jest „drobny”, wymaga indywidualnej oceny. W ocenie rozmiaru dozwolonego cytatu decyduje głównie cel cytowania. Takie rozumowanie zastosował Sąd Najwyższy, dopuszczając przytoczenie całego utworu pod warunkiem spełnienia celu określonego w art. 29 pr. aut.

### Cele cytatu
Cytowanie mieści się w zakresie art. 29 pr. aut., jeżeli jest uzasadnione funkcją w utworze, w którym osadzono cytat. W ramach nowelizacji z 2015 otwarto katalog celów cytatu i dodano przykładowe cele. Do wyjaśniania, analizy krytycznej i nauczania dodano polemikę i analizę naukową. Oprócz tego wolno cytować ze względu na prawa gatunku twórczości. Otwarcie katalogu celów cytatu stworzyło możliwość cytowania ze względów estetycznych lub jako motto. Cytowanie w celu komercyjnym budzi mniej wątpliwości (o ile nie narusza testu trójstopniowego).
Wyjaśnianie to ułatwia zrozumienia (odbioru) własnej twórczości. Ten cel nie jest osiągnięty, jeżeli nie ma związku cytatu z twórczością cytującego. Wyjaśnianiem nie jest też posługiwanie się cudzą argumentacją w zastępstwie samodzielnego sformułowania myśli. Polemika to udział w dyskusji, w której strony prezentują przeciwstawne poglądy. Analizę stanowi ocena, omówienie, odwołanie się do całości lub do poszczególnych elementów utworu. Zakres pojęcia „analiza naukowa” mieści się w zakresie pojęcia „analiza krytyczna”, co sprawia, że ta zmiana w ustawie nie była istotna. Z kolei nauczaniem może być każde przekazywanie wiedzy, nie tylko w oświacie i nauce. Podobnie jak w przypadku wyjaśniania, cytat powinien mieć związek z twórczością cytującego.
Specjaliści różnie interpretują pojęcie „praw gatunku twórczości”. Według jednego stanowiska, odróżnieniu od powyższych celów cytatu, uzasadnieniem cytowania w omawianym przypadku jest sam gatunek. Chodzi o taką twórczość, która nie zaistniałaby bez wykorzystania cytatu. Inni uważają, że ustawodawca dał możliwość uwzględnienia roli zwyczaju w ocenie cytowania w danym gatunku twórczości. Wywodzą oni swoje stanowisko z normy, która nakazuje interpretować przepisy polskiej ustawy w świetle konwencji berneńskiej i dyrektywy 29/2001/WE. W konsekwencji należałoby ustalić, do jakiego gatunku twórczości należy dany utwór i czy normy zwyczajowe, które definiują gatunek, zezwalają na dane cytowanie.

## Nierzetelne cytowanie
Z reguły niespełnienie warunków prawa cytatu powoduje naruszenie majątkowych praw autorskich. Niekiedy może dojść również do naruszenia autorskich praw osobistych. Jest tak w sytuacjach nierzetelnego wykorzystania dzieła, tj. wykorzystania cytatu w taki sposób, że myśl autora wyrażona w cytowanym utworze ulega zniekształceniu. Wówczas cytat zostaje dobrany nieumiejętnie lub świadomie zmanipulowany tak, że odbiorca cytatu może odnieść mylne wrażenie co do tego, co jego autor rzeczywiście chciał przekazać. W takich sytuacjach autorowi może przysługiwać nie tylko ochrona autorsko-prawna, ale równocześnie ochrona dóbr osobistych uregulowana w kodeksie cywilnym.